# Mawashi-Geri

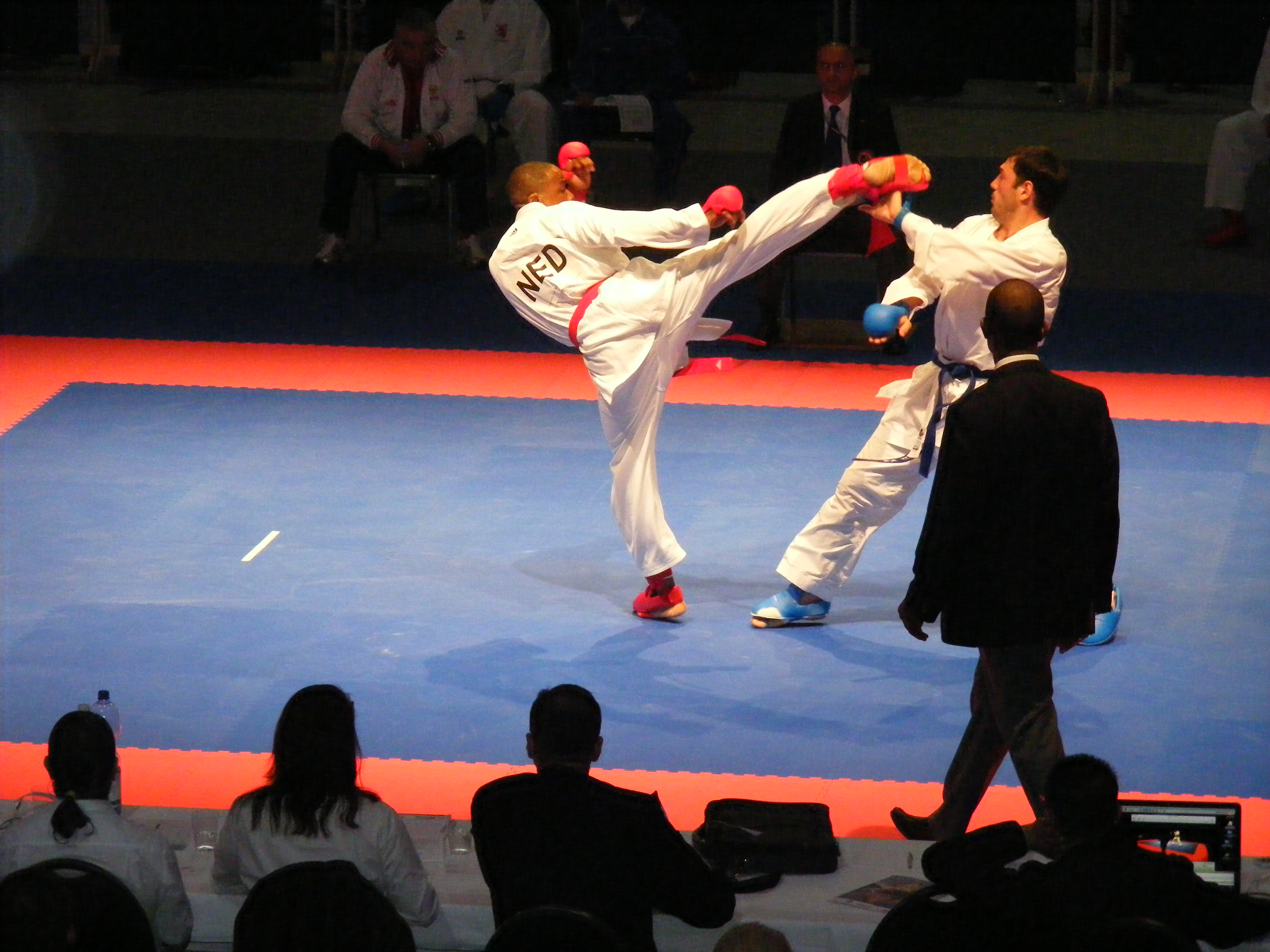
Mawashi-Geri Jodan

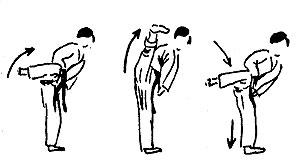
Schematische Darstellung des Mawashi-Geri

Der Mawashi-Geri (jap. 回し蹴り, „drehender Fußtritt“) ist ein Halbkreisfußtritt in den japanischen Kampfkünsten (Budō), vor allem im Karate.
Der Mawashi-Geri gehört nicht zu den „klassischen“ Fußtritten des Kampfsports. Es wird vermutet, dass er erst zu häufiger Anwendung kam, nachdem Karate in Japan populär wurde. Als Indiz hierfür gilt die Tatsache, dass Mawashi-geri in keiner alten Kata zur Anwendung kommt. 
In der Wettkampfpraxis dient der Mawashi-Geri als wirkungsvolle Angriffstechnik. Er ist im Gegensatz zu Mae-Geri oder Ushiro-Geri keine direkte Technik, sondern er kommt auf einem Umweg ins Ziel. Daher ist dieser Fußtritt im Wettkampf besonders dann eine gute Wahl, wenn man versucht, eine starke Deckung zu umgehen.
In der Selbstverteidigung kommt der Mawashi-Geri als Defensivtechnik zunächst einmal seltener zur Anwendung. Yoko-Geri oder Mae-Geri bieten hier eine unmittelbare Stoppfunktion. Bei kurzer Distanz kann es aber auch sinnvoll sein, dem Mawashi-Geri den Vorzug zu geben.

## Arten
Man unterscheidet folgende Arten von Mawashi-Geri:
- Mawashi-Geri
Im Kihon wird dieser Fußtritt je nach Stilrichtung aus der Stellung Heisoku-dachi oder aus Zenkutsu-dachi geübt. In Heisoku-dachi sind die Knie leicht angewinkelt, die Körperhaltung gerade. Für den Ansatz wird ein Knie seitlich nach oben gezogen, der Unterschenkel liegt am Oberschenkel an, die Ferse zeigt zum Gesäß und der Fuß ist hochgezogen. Es folgt ein halbkreisförmiger Trittverlauf nach vorn, wobei der Winkel zwischen Ober- und Unterschenkel geöffnet wird, bis das Bein gestreckt ist. Die Kraft entwickelt sich aus der Hüftdrehung nach vorn. Auftrefffläche ist die Unterseite der stark nach oben gezogenen Zehen, es kommt auch der Fußrücken infrage, damit zeigt der Fußtritt jedoch geringere Wirkung. Die Rückzugsphase folgt demselben Bewegungsablauf. Stoßrichtung ist die Körpermitte (Mawashi-Geri Chudan) oder der Kopfbereich (Mawashi-Geri Jodan).

- Kizami-Mawashi-Geri (Prelltritt), auch Maeashi-Mawashi-Geri (Tritt mit vorderem Bein)

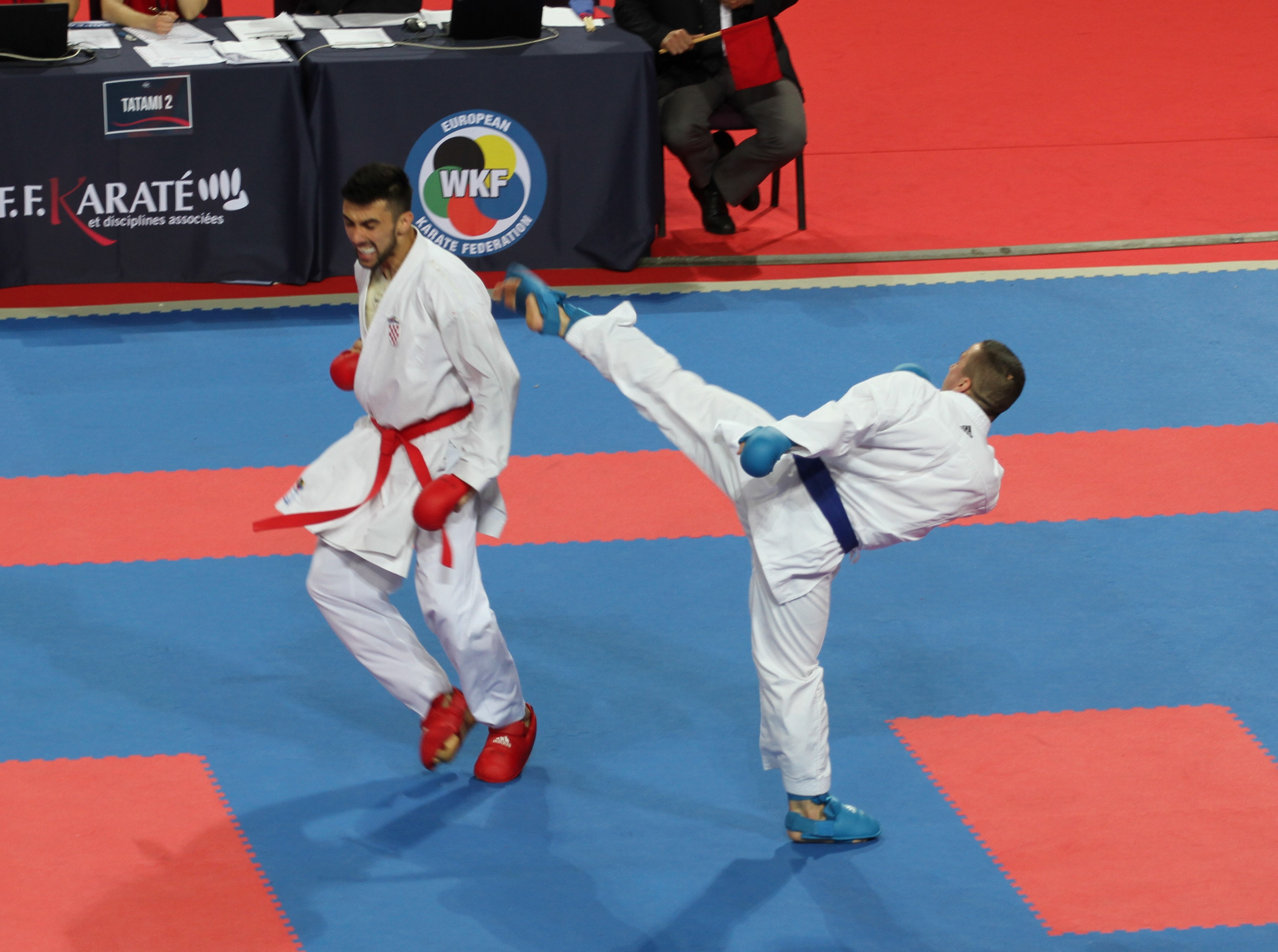
Ura-Mawashi-Geri im Kampf

Kizami-Mawashi-Geri wird im Kihon aus der Stellung Zenkutsu-Dachi geübt. Durch eine rasche Gewichtsverlagerung nach hinten wird das vordere Bein entlastet und schnell nach oben zur Seite gezogen. Die weitere Ausführung erfolgt nahezu ansatzlos wie beim normalen Mawashi-Geri. Die Rückzugsphase folgt demselben Bewegungsablauf. Kizami-Mawashi-Geri empfiehlt sich vor allem bei kurzer Distanz zum Trainingspartner.

- Ura-Mawashi-Geri
Der Ura-Mawashi-Geri wird im Kihon ebenso angesetzt wie der Mawashi-Geri. Der Unterschied besteht im weiteren Verlauf. Während Mawashi-Geri beispielsweise mit dem rechten Bein auf die linke Körperhälfte des Trainingspartners trifft, wirkt Ura-Mawashi-Geri auf die rechte Seite. Dies erfolgt durch eine s-förmige Führung des Trittfußes vor dem Körper vorbei, einhergehend mit einer deutlichen Hüftdrehung, so dass man fast in eine seitliche Stellung zum Trainingspartner kommt. In der abschließenden Phase des Fußtritts ist das Bein fast gestreckt, wird dann aber wieder scharf angezogen, um mit der Ferse zu treffen. Die Rückzugsphase folgt demselben Bewegungsablauf. Ura-Mawashi-Geri wirkt bei tadelloser Ausführung als starker Überraschungsangriff.

- Ushiro-Mawashi-Geri (Tritt nach hinten)
Im Kihon wird dieser Fußtritt aus der Stellung Heisoku-dachi geübt. Das tretende Bein wird nach vorn hochgezogen, die Zehen zeigen stark nach oben, das Standbein ist angewinkelt, Blick über die trittseitige Schulter. Der Stoß erfolgt in einem seitlichen Bogen nach hinten, bis sich zwischen Ober- und Unterschenkel ein 90°-Winkel bildet, der bis zum Abschluss der Technik unverändert bleibt. Hüft- und Oberkörperdrehung geben den Stoßimpuls. Auftreffpunkt ist die Ferse. Die Technik kann Chudan oder Jodan ausgeführt werden.

- Gyaku-Mawashi-Geri (umgekehrter Tritt)
Der Gyaku-Mawashi-Geri wird im Kihon angesetzt wie Mae-Geri. Bei angezogenem Knie wird der Fuß nicht wie bei Mawashi-Geri nach außen, sondern nach innen angehoben und bewegt sich halbkreisförmig nach außen zum Ziel. Auftreffpunkt ist der Fußballen. Die Rückzugsphase folgt demselben Bewegungsablauf. Diese Technik sollte nach Nakayama maximal auf Solarplexus-Höhe ausgeführt werden und weit Fortgeschrittenen vorbehalten bleiben.